# بعيد عنك (أغنية)
بعيد عنك أغنية لأم كلثوم وكلمات مأمون الشناوي، وألحان بليغ حمدي على مقام البيات تمَّ تقديمها للمرة الأول في 23 يوليو عام 1965 في حفلة نادي الضباط.

## قصّة الأغنية
قصّة الأغنية عندما كانت الأغنية بالأصل لنجاة الصغيرة لكن طلبت التعديل على بعض الكلمات فرفض مأمون الشناوي ذلك لتعرض على أم كلثوم وتوافق مباشراً.[بحاجة لمصدر]